# Henri Rabaud
Henri Benjamin Rabaud (10. november 1873 i Paris, Frankrig – 11. september 1949) var en fransk komponist og dirigent.
Rabaud studerede hos Jules Massenet på Paris Conservatory. Han dirigerede den parisiske opera fra 1908-1918.
Han har komponeret 2 symfonier, orkesterværker, kammermusik, operaer og klaverstykker.

## Udvalgte værker
- Symfoni nr. 1 (1893) - for orkester
- Symfoni nr. 2 (1899) - for orkester
- "Mârof" (1914) – opera
- "Natoptog"" (1899) (Symfonisk digtning) - for orkester
- "Job" (1900)  – oratorium - for stemme og orkester
- "Underholdning over russiske sange" (1899) – for orkester
- "Eglogue" (1899) (Symfonisk digtning) - for orkester
- "Preludium og Toccata" (1945) – for klaver og orkester
- "Rolande og den dårlige dreng" (1934) - opera
- "Rolands datter" (1904) – opera
- "Havets kald" (1924) – opera
- "Konkurrence solo" (1901) - for klarinet og klaver